# 蓬松代巴普特 (比利牛斯-大西洋省)
蓬松代巴普特（法語：Ponson-Debat-Pouts）是法国比利牛斯-大西洋省的一个市镇，属于波城区（Pau）蒙塔内县（Montaner）。该市镇总面积5.72平方公里，2009年时的人口为87人。

## 人口
蓬松代巴普特人口变化图示